# Leptosphaeria baldingerae
Leptosphaeria baldingerae är en svampart som beskrevs av Fautrey & Lambotte 1897. Leptosphaeria baldingerae ingår i släktet Leptosphaeria och familjen Leptosphaeriaceae.   Inga underarter finns listade i Catalogue of Life.